# Gnophos syriaca
Gnophos syriaca är en fjärilsart som beskrevs av Thierry-mieg 1916. Gnophos syriaca ingår i släktet Gnophos och familjen mätare. Inga underarter finns listade i Catalogue of Life.